# Onthophagus tonkineus
Onthophagus tonkineus es una especie de insecto del género Onthophagus, familia Scarabaeidae, orden Coleoptera.
Fue descrita científicamente por Gillet en 1921.